# Sankt Hans backar

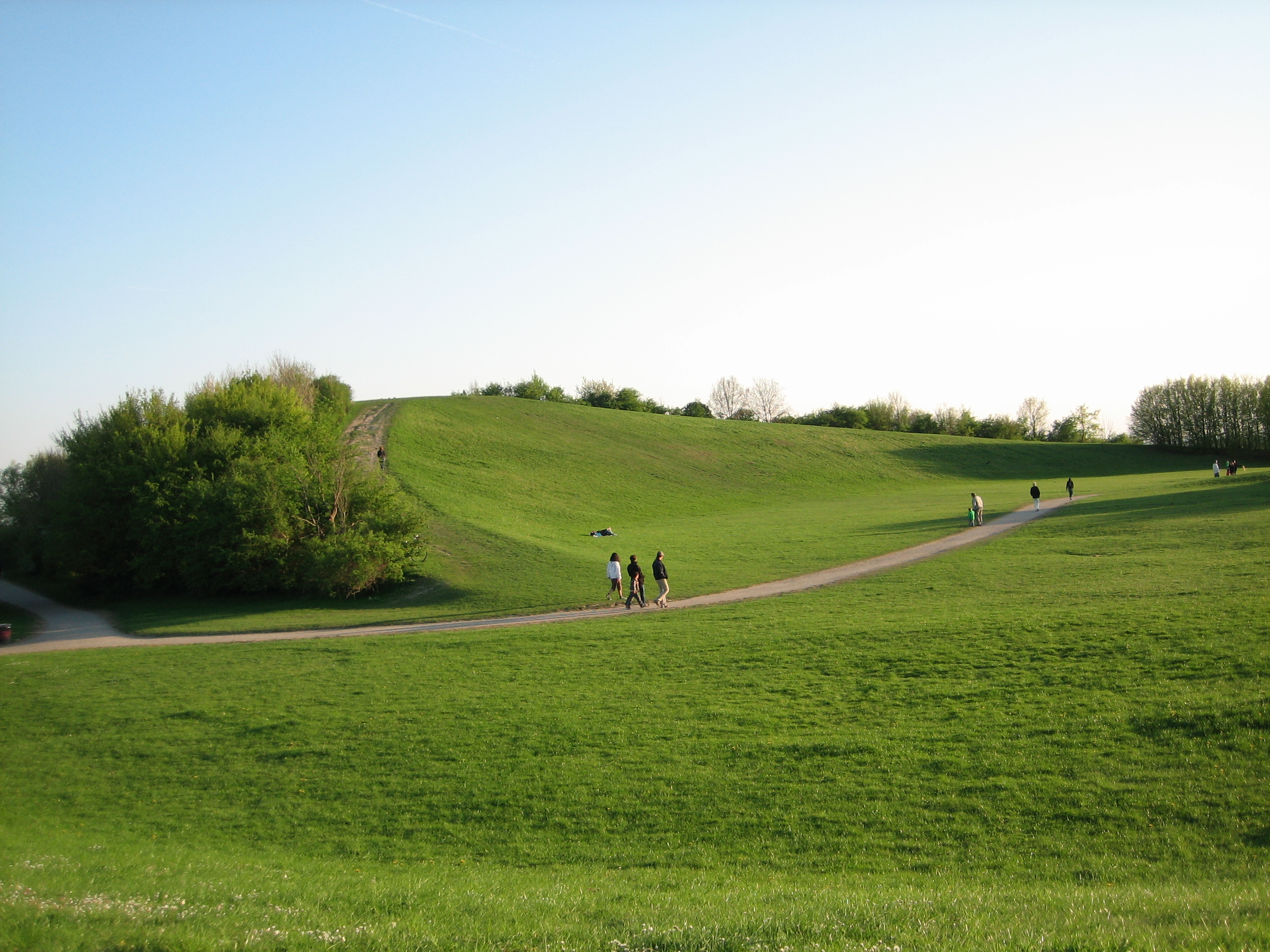
Sankt Hans backar i april 2009.

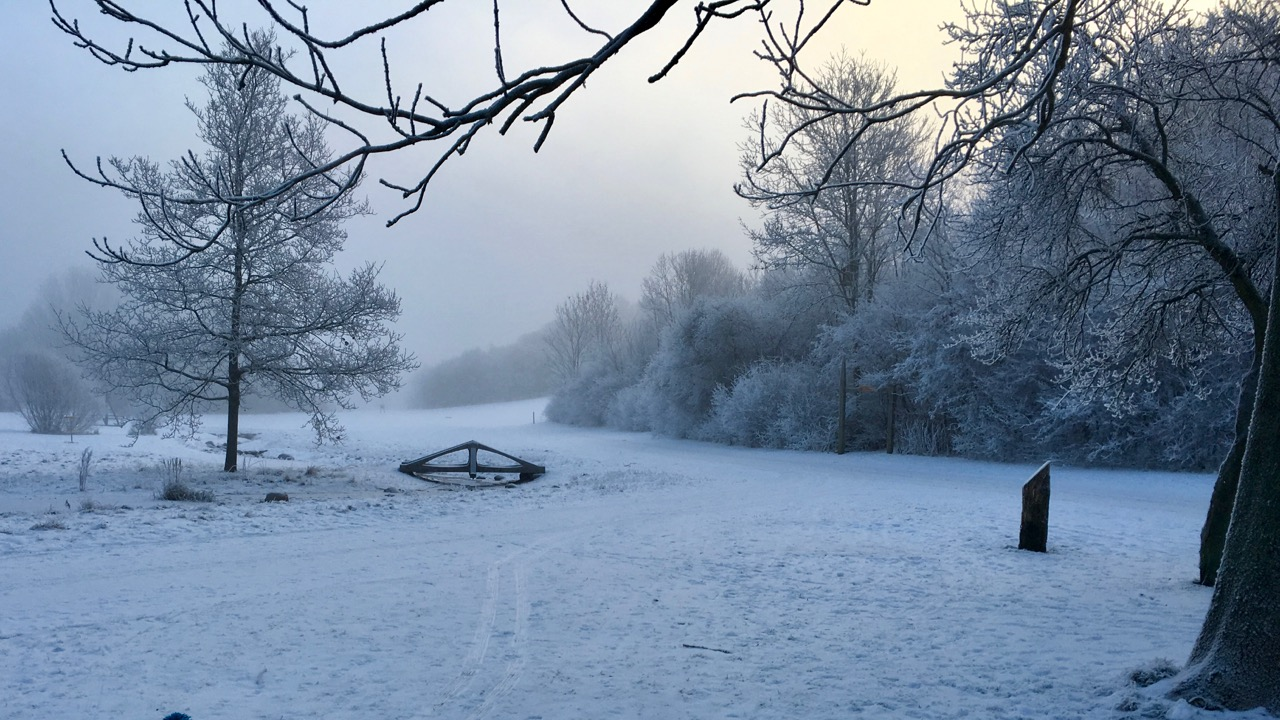
Sankt Hans backar i vinterskrud - bäcken

Sankt Hans backar är en före detta soptipp som numera är ett strövområde i norra Lund mellan Norra Nöbbelöv och Norra Fäladen. Området var soptipp mellan 1947 och 1967 men innan dess var området ett strövområde precis som nu: namnet Sankt Hans kommer av en gammal källa som låg precis öster om de nuvarande backarna. Fram till 1940-talet var det där lundaborna firade midsommar eller Sankt Hans afton som det hette på skånska förr. Längre tillbaka tjänade området även som betesmarker.
Växtligheten är numera planterad, men,  jämte Höje ås dalgång söder om staden, är Sankt Hans backar ett av de mer naturnära områdena i Lunds omedelbara närhet. På senare tid har det visat sig att Vallkärrabäcken, som flyter genom området, har förgiftats av kemikalier via lakvatten från backarna och konsekvensen har varit bl. a. att fiskyngel missbildats. På grund av platsens bakgrund som soptipp refereras den ibland skämtsamt till som Monte Composto. Lundakarnevalen brukar förlägga vissa sociala förarrangemang dit.
På toppen av den största kullen, ca 85 meter över havet, har man bra utsikt över Lundaslätten, Malmö och vid gynnsamma förhållanden Köpenhamn. Vintertid är kullarna mycket populära som pulkabackar.
Orienteringsklubben Lunds OK brukar årligen anordna löpartävlingen st hans extreme. Det går att välja på tre klasser, st hans extreme 10km, st hans extreme light 5km och st hans extreme ultra(där man på 6h ska springa så många varv som möjligt). Ett varv är en slinga på 2,5 km. 

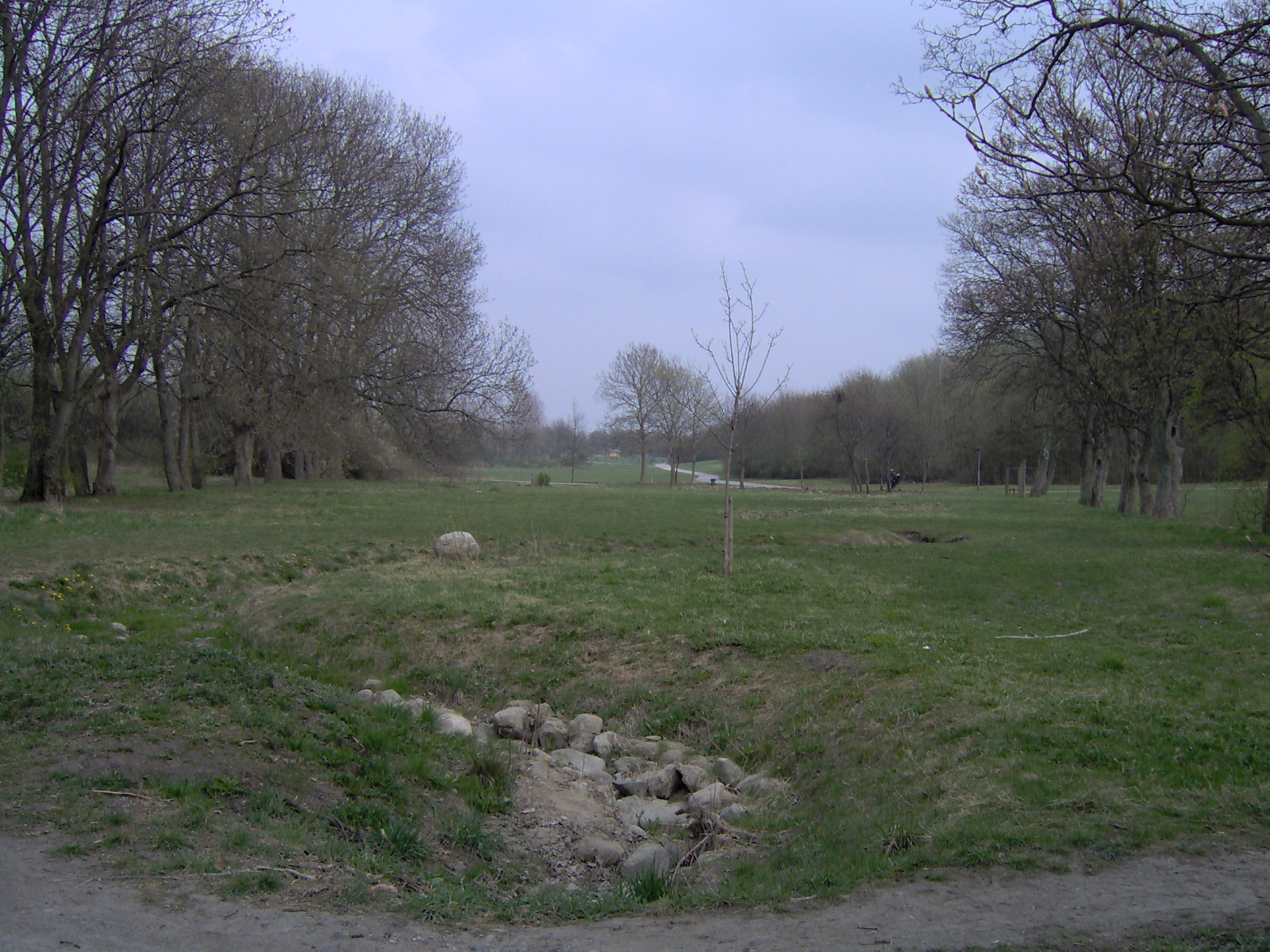
Sankt Hans backar
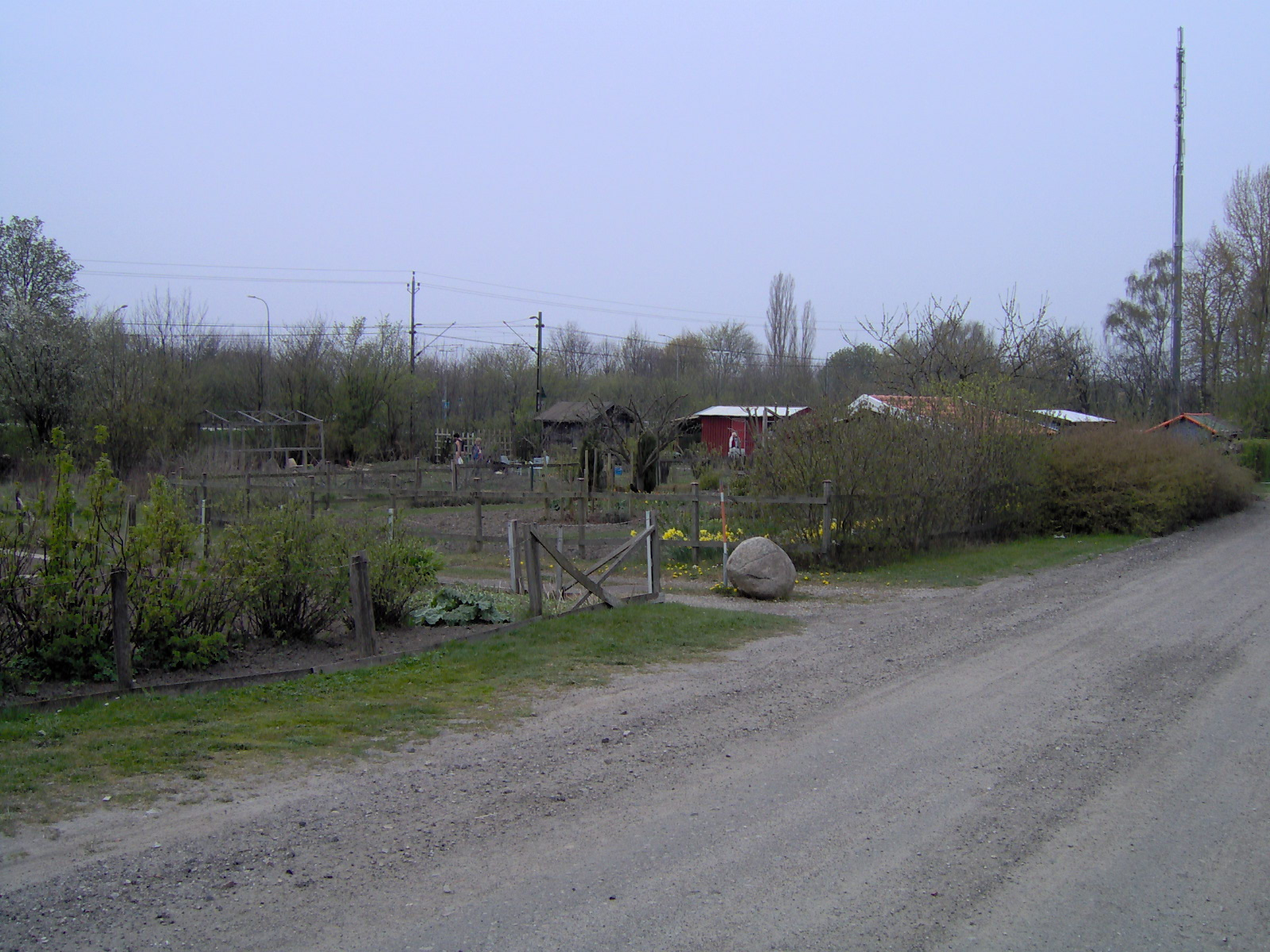
Koloniområdet
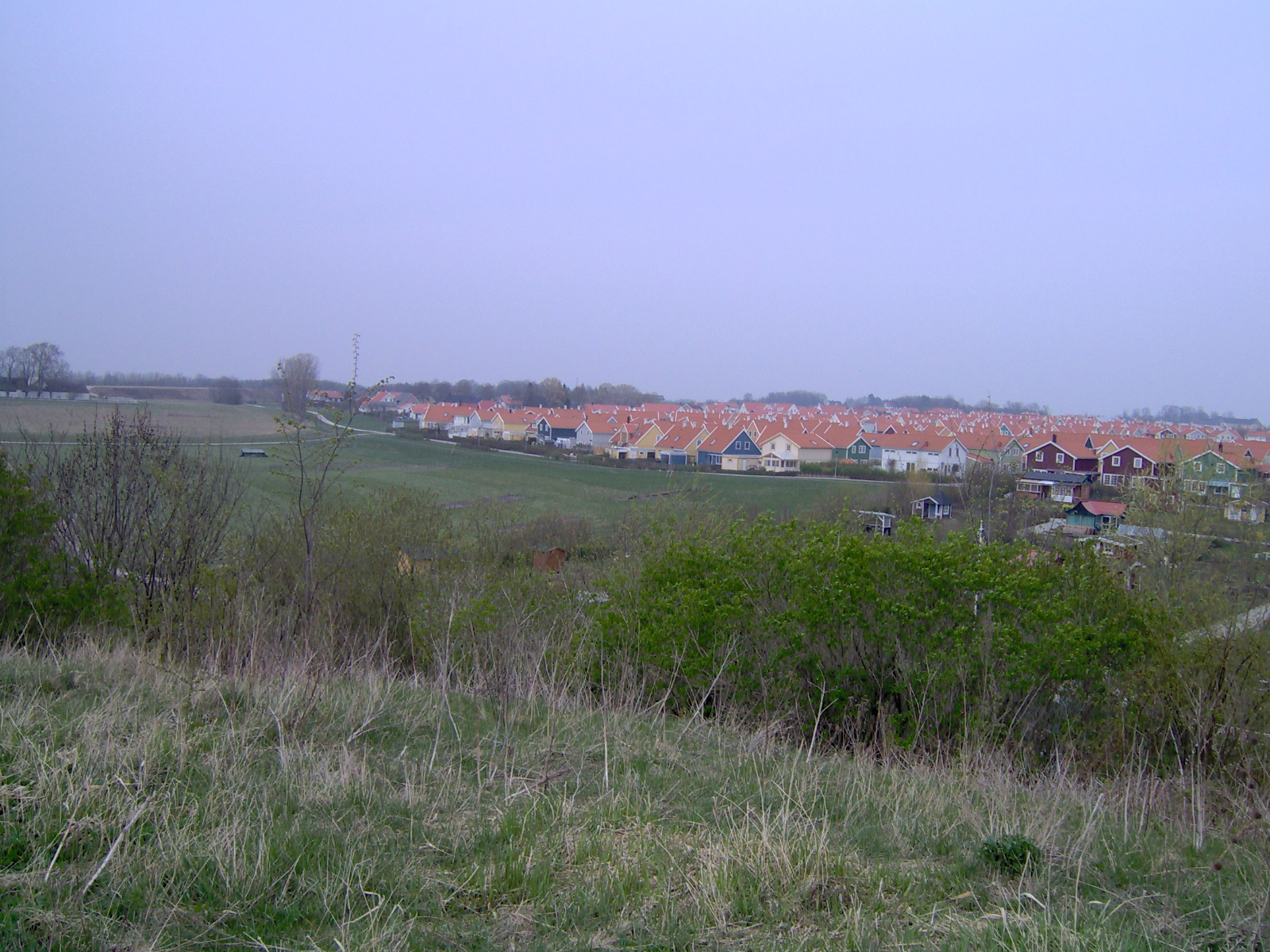
Utsikt över Annehem, norrut
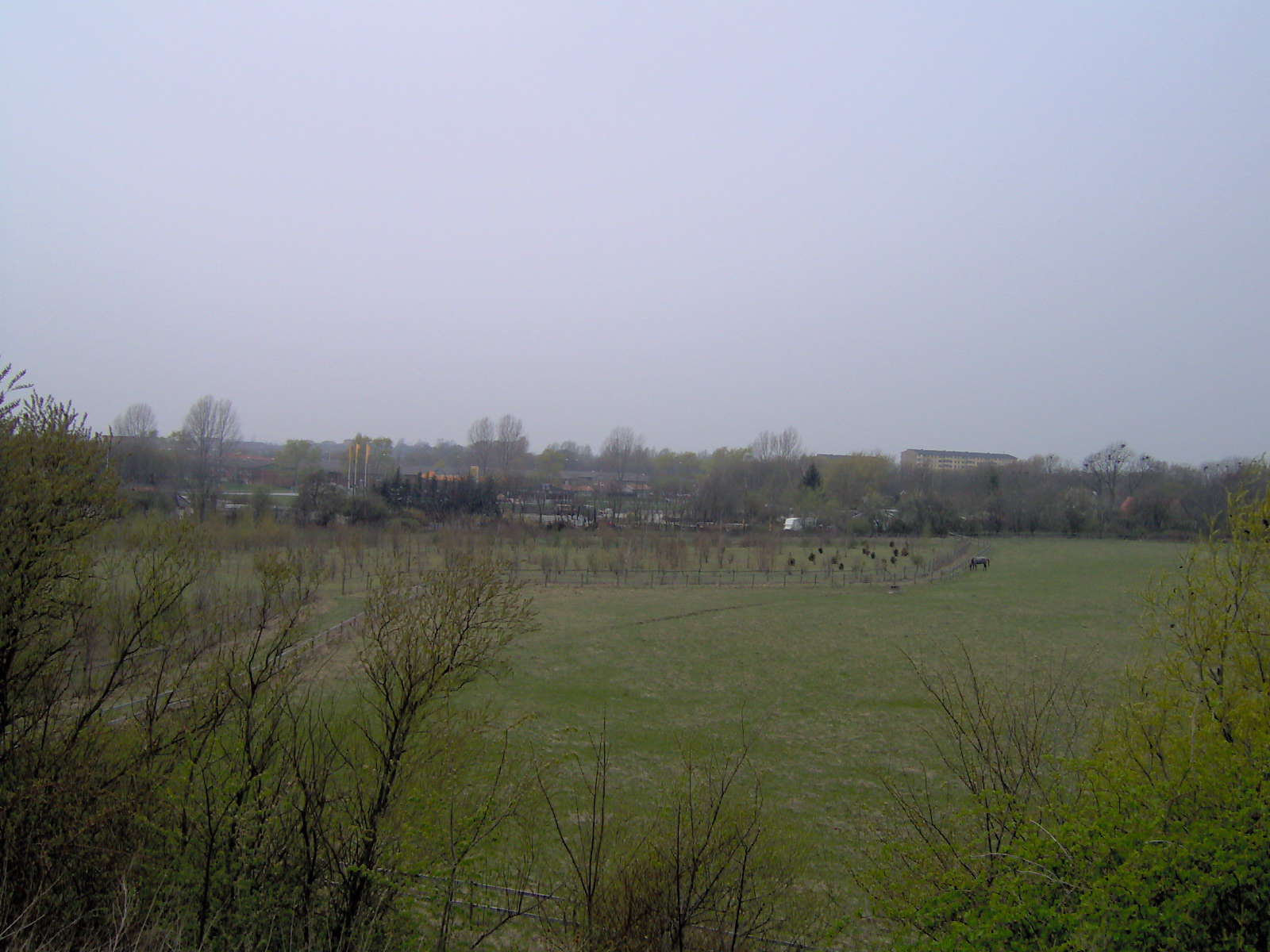
Utsikt över Norra Nöbbelöv, västerut